# Liste des épisodes de Skins (série télévisée, 2007)

Logo d'ouverture de Skins

Cet article présente le guide des épisodes de la série télévisée Skins.

## Liste des saisons
| Saisons | Saisons | Générations | Épisodes | Diffusion originale                    | Diffusion française | Sortie des DVD    | Sortie des DVD  |
| Saisons | Saisons | Générations | Épisodes | Diffusion originale                    | Diffusion française | Zone 2 Angleterre | Zone 2 France   |
| ------- | ------- | ----------- | -------- | -------------------------------------- | --- | ----------------- | --------------- |
|         | 1       | 1           | 9        | 25 janvier 2007 – 22 mars 2007 sur E4  | 6 décembre 2007 – 31 janvier 2008 sur Canal+ 7 janvier 2009 – 4 février 2009 sur Virgin 17 11 janvier 2009 – 8 février 2009 sur June | 24 septembre 2007 | 25 mars 2008    |
|         | 2       | 1           | 10       | 11 février 2008 – 14 avril 2008 sur E4 | 21 mai 2009 – 23 juillet 2009 sur Canal+ 13 janvier 2010 – 12 février 2010 sur Virgin 17 15 janvier 2010 – 26 février 2010 sur June  | 5 mai 2008        | 26 mai 2009     |
|         | 3       | 2           | 10       | 22 janvier 2009 – 26 mars 2009 sur E4  | 15 juillet 2010 - 12 août 2010 sur Canal+ 15 janvier 2011 – 4 février 2011 sur June                                                  | 6 avril 2009      | 24 août 2010    |
|         | 4       | 2           | 8        | 28 janvier 2010 - 18 mars 2010 sur E4  | 28 juillet 2011 - 15 septembre 2011 sur Canal+                                                                                       | 22 mars 2010      | 28 août 2011    |
|         | 5       | 3           | 8        | 27 janvier 2011 - 17 mars 2011 sur E4  | 5 juillet 2012 - 23 août 2012 sur Canal+                                                                                             | 21 mars 2011      | 17 juillet 2012 |
|         | 6       | 3           | 10       | 26 janvier 2012 - 29 mars 2012 sur E4  | 14 octobre 2013 - 11 novembre 2013 sur Canal+ Séries                                                                                 | 23 avril 2012     | 7 janvier 2013  |
|         | 7       | 1 & 2       | 6        | 1er juillet 2013 - 5 août 2013 sur E4  | 19 mai 2014 - 2 juin 2014 sur Canal+ Séries                                                                                          | 12 août 2013      | 7 juillet 2015  |

## Première génération: 2007-2008

### Saison 1: 2007
Informations complémentaires
- La première saison de Skins a été tournée durant l'été 2006 à Bristol.
- Les scènes de lycée ont été tournées à John Cabot Academy, Kingswood.
- L'épisode 6 qui est censé se dérouler en Russie a été tourné en Lituanie.
- La série a commencé à être diffusée à partir du 25 janvier 2007 sur E4.
- Chaque épisode commence par un plan sur les yeux du personnage central de cet épisode.
- Le pilote de la série a été vu par 1,5 million de téléspectateurs.
- La série a remporté le BAFTA 2007 du meilleur générique grâce à cette saison.

| Numéros | Titres                  | Personnage central            | Diffusion anglaise      | Diffusion française         | Production |
| --- | ----------------------- | ----------------------------- | ----------------------- | --------------------------- | ---------- |
| 1 (1-01) | Tony                    | Tony Stonem                   | 25 janvier 2007 sur E4  | 6 décembre 2007 sur Canal+  | 101        |
| Tony prévoit de faire perdre la virginité à son meilleur ami Sid lors d'une soirée. Aidé de Michelle, sa petite amie, il veut utiliser Cassie (une anorexique un peu ahurie) en la droguant pour qu'elle accepte de coucher avec lui. Sid est chargé d'aller chercher de l'herbe chez un dealer appelé Mad Le Barge. En parallèle, Tony est présenté comme un garçon intelligent qui utilise ses compétences pour faire enrager son père et draguer les filles. |                         |                               |                         |                             |            |
| 2 (1-02) | Cassie                  | Cassie Ainsworth              | 1er février 2007 sur E4 | 13 décembre 2007 sur Canal+ | 102        |
| L'épisode commence avec Cassie, au lendemain d'une fête chez Michelle. On découvre ses parents, des artistes illuminés et très sexués, ainsi que la façon dont elle cache son anorexie à eux comme à sa clinique, qu'elle arrive à quitter. Sid est le seul à s'intéresser à elle et l'incite à manger. Il est aussi traqué par son dealer, Mad, à la recherche de son argent. |                         |                               |                         |                             |            |
| 3 (1-03) | Jal                     | Jal Fazer                     | 8 février 2007 sur E4   | 20 décembre 2007 sur Canal+ | 103        |
| Jal doit se préparer pour son récital de clarinette mais les problèmes des autres l'accaparent plus encore. Elle doit gérer deux frères rappeurs, un père blasé depuis le départ de sa femme qui a pour amoureuse une nymphette. Par ailleurs elle cherche à guider Sid, et Michelle se rapproche d'elle. En outre elle doit gérer un entourage qui ne l'estime pas à sa juste valeur. Cet épisode marque la fin de l'arc "Mad le Barge". |                         |                               |                         |                             |            |
| 4 (1-04) | Chris                   | Chris Miles                   | 15 février 2007 sur E4  | 27 décembre 2007 sur Canal+ | 104        |
| Chris, le fêtard de la bande, est abandonné par sa mère avec 1 000 livres sterling qu'il fout en l'air dans une chaîne hi-fi et de la bière. Exclu de chez lui par un squatteur, tout nu, il trouve refuge auprès d'Angie. Chris décide de rendre visite à son père et parle à Jal de Peter, son frère décédé. Cet épisode est extrêmement important dans la continuité de la série. |                         |                               |                         |                             |            |
| 5 (1-05) | Sid                     | Sid Jenkins                   | 22 février 2007 sur E4  | 3 janvier 2008 sur Canal+   | 105        |
| Sid est au pied du mur, il a deux jours pour faire un devoir d'histoire. Sous la pression de son père et face à l'impuissance de sa mère, Sid se laisse entrainer dans les plans de plus en plus tordus de Tony, et doit faire face à des quiproquos qui obligent Cassie à pousser son mal aux extrêmes limites. |                         |                               |                         |                             |            |
| 6 (1-06) | Maxxie Maxxie and Anwar | Maxxie Oliver - Anwar Kharral | 1er mars 2007 sur E4    | 10 janvier 2008 sur Canal+  | 106        |
| La classe d'histoire du lycée est en voyage en Russie. Maxxie et Anwar se retrouvent en conflit : Anwar, musulman, a du mal à gérer l'homosexualité de son meilleur ami et fantasme sur une fille russe battue par son père (qui est en fait son mari). Michelle et Jal, ennuyées par l'ambiance glaciale de la Russie, font une virée dans un bar et draguent des soldats soviétiques. Tony fait pression sur Maxxie pour essayer quelque chose de nouveau. Note : Cassie n'apparaît pas dans cet épisode. |                         |                               |                         |                             |            |
| 7 (1-07) | Michelle                | Michelle Richardson           | 8 mars 2007 sur E4      | 17 janvier 2008 sur Canal+  | 107        |
| La vie de Michelle est un beau bazar : sa mère est une femme tyrannique, forte en gueule, mariée à un tocard. Elle n'est pas à même de soutenir Michelle dans la difficile épreuve qu'elle traverse. Malgré les excuses sincères de Maxxie, elle ne peut pas supporter cet énième écart de Tony surtout quand Jal lui apprend que ce n'est pas la première fois. En conflit sévère avec Abigail Stock, Michelle sort avec son frère Josh. Tony, jaloux, décide de mettre en place son plan le plus machiavélique. Cet épisode est très paradoxal car il enchaîne des scènes d'une drôlerie certaine avec de nombreuses scènes romantiques et émotionnelles. |                         |                               |                         |                             |            |
| 8 (1-08) | Effy                    | Effy Stonem                   | 15 mars 2007 sur E4     | 24 janvier 2008 sur Canal+  | 108        |
| La sœur de Tony, Effy, est partie pour une nuit de folie qui va laisser des traces lorsqu'elle se fait kidnapper par Josh Stock. Tony vole à son secours, mais ses amis le délaissent, et seul Sid semble encore à même de l'aider. Tony va apprendre à évoluer quand il va se retrouver dans une situation où il n'est plus la seule personne au monde. Note : Effy prononce sa première réplique dans cet épisode. |                         |                               |                         |                             |            |
| 9 (1-09) | Anwar Everyone          | Tous les personnages          | 22 mars 2007 sur E4     | 31 janvier 2008 sur Canal+  | 109        |
| C'est l'anniversaire d'Anwar. Maxxie et lui tentent de sauver les restes de leur amitié. Chris doit faire face à une Angie incertaine et Sid et Cassie se cherchent sans se trouver. Tony tente une réconciliation avec Michelle. L'épisode s'achève avec fantaisie : la plupart des personnages chantent en effet Wild World de Cat Stevens. |                         |                               |                         |                             |            |

### Saison 2: 2008
Informations complémentaires
- La deuxième saison de Skins a été tournée durant l'été 2007 à Bristol.
- Cette deuxième saison ne comporte pas d'épisode dévoué à Anwar, mais comporte cependant deux épisodes consacrés à Tony.
- Clin d'œil à Nicholas Hoult dans l'épisode 2 lorsque Anwar récite la cinématographie de Hugh Grant et parle de Pour un garçon.
- L'épisode 4 de la saison 2 a été filmé à la péninsule de Gower, au Pays de Galles.
- L'épisode 6 de la saison 2 a été filmé à l'Université d'Exeter entre le 18 et le 20 septembre 2007.
- Une partie des épisodes 9 et 10 a été filmée à New York en décembre 2007.
- Dans l'épisode 10, Jal et Michelle se rendent au zoo de Bristol.
- Dans l'épisode 10, Sid arrive au Grand Central Terminal de New York.
- La saison 2 a commencé à être diffusée à partir du 11 février 2008 sur E4.
- L'épisode 1 a été visible sur Myspace 4 jours avant sa diffusion sur E4.
- Le final de la saison 2 a été suivi par 853 000 téléspectateurs.
- La série a été nommée aux BAFTA 2008 dans la catégorie meilleure série dramatique pour sa saison 2.
- Nicholas Hoult (Tony) a déclaré qu'il aurait de toute manière quitté la série après cette saison.

| Numéros | Titres                     | Personnage central             | Diffusion anglaise     | Diffusion française        | Production |
| --- | -------------------------- | ------------------------------ | ---------------------- | -------------------------- | ---------- |
| 1 (2-01) | Contrecoup Tony and Maxxie | Anthony Stonem - Maxxie Oliver | 11 février 2008 sur E4 | 21 mai 2009 sur Canal+     | 201        |
| Tony est toujours en convalescence à la suite de son accident de l'an dernier et tout le monde essaie de s'adapter à un Tony complètement perdu. Maxxie se fait malmener par des ados homophobes de son quartier et son père n'approuve pas sa décision de tout plaquer pour aller danser à Londres. Pendant ce temps, tout le monde se prépare pour la comédie musicale du lycée. Cassie est toujours en Ecosse et Sid n'arrive plus à surmonter le handicap de Tony. Maxxie essaie d'aider celui-ci à maitriser sa colère et ses problèmes. |                            |                                |                        |                            |            |
| 2 (2-02) | La fan Sketch              | Sketch                         | 18 février 2008 sur E4 | 28 mai 2009 sur Canal+     | 202        |
| Sketch est une fille bizarre obsédée par Maxxie. Elle espionne le moindre de ses faits et gestes et désire secrètement qu'il tombe amoureux d'elle. Elle pousse le vice plus loin en faisant croire à sa mère malade qu'elle sort avec Maxxie. Le lycée se prépare à la représentation de la pièce Oussama : la comédie musicale, qui comme son nom l'indique traite des attentats du 11 septembre 2001. Sketch déchante lorsqu'elle découvre que Maxxie est gay et qu'il essaie de la caser avec Anwar, mais elle n'abandonne pas pour autant son projet. Elle drogue Michelle, et prend sa place dans la comédie musicale afin de jouer aux côtés de Maxxie. Celui-ci la repousse finalement et elle se rend chez Anwar pour le conquérir à son tour, faute de ne pas avoir eu son meilleur ami. |                            |                                |                        |                            |            |
| 3 (2-03) | Pères et fils Sid          | Sidney Jenkins                 | 25 février 2008 sur E4 | 4 juin 2009 sur Canal+     | 203        |
| Sid n'arrive toujours pas à admettre que le Tony qu'il connaissait n'est plus le même. Le fait que Cassie déménage en Écosse n'a pas non plus arrangé les choses. Particulièrement lorsqu'il la surprend à l'aide d'une webcam en tenue légère près du lit d'un écossais. Terrible méprise qui lui vaudra une dispute avec elle. Le grand-père Jenkins est de visite en ville et Mark doit absolument faire revenir sa femme à la maison. En effet personne dans sa famille n'est au courant que sa femme l'a quitté. La mère de Sid est de retour le temps d'une soirée mais sort désormais avec Manfred, un allemand. Lorsqu'au petit matin, l'impensable se produit, Sid est désemparé, tout s'écroule un peu plus. Il se rend au lycée et se confie à Tony. |                            |                                |                        |                            |            |
| 4 (2-04) | L'anniversaire Michelle    | Michelle Richardson            | 3 mars 2008 sur E4     | 11 juin 2009 sur Canal+    | 204        |
| Michelle est complètement paumée. Elle est détestée par la mère de Tony et sa relation avec lui est au point mort, elle décide de tout abandonner. Tony lui offre néanmoins un cadeau. La mère de Michelle s'est de nouveau remariée ! Michelle déménage donc dans une nouvelle maison qu'elle doit partager avec Scarlett, sa nouvelle demi sœur manipulatrice à la poitrine très avantageuse. Pour son anniversaire, Michelle décide de partir faire du camping avec la bande à la péninsule de Gower, au Pays de Galles. Scarlett se fait inviter à ce week-end camping organisé. Sketch est surprise avec Anwar sur la plage par Maxxie et Michelle. Une mise au clair s'impose lors de la soirée. Sid se remet à peine de la mort de son père et essaie d'oublier dans les bras de Michelle sa rupture avec Cassie qui est de retour à Bristol sans qu'ils ne le sachent. |                            |                                |                        |                            |            |
| 5 (2-05) | Un beau gâchis Chris       | Christopher Miles              | 10 mars 2008 sur E4    | 18 juin 2009 sur Canal+    | 205        |
| Chris a dépassé les limites au lycée. Il est renvoyé définitivement du bahut et de sa chambre d'étudiant et ne pourra pas passer ses examens. Jal le convainc de reprendre sa vie en main. Chris finit par trouver un travail d'agent immobilier et entame une relation avec Jal. Angie est de retour en ville et flirte de nouveau avec lui. Jal les surprend et est malheureuse, puis elle apprend qu'elle est enceinte de Chris. Elle finit toutefois par lui pardonner, et ils s'installent ensemble dans l'appartement d'Angie, qui a quitté la ville. |                            |                                |                        |                            |            |
| 6 (2-06) | Le réveil de Tony Tony     | Anthony Stonem                 | 17 mars 2008 sur E4    | 25 juin 2009 sur Canal+    | 206        |
| Tony se remet petit à petit de l'accident, mais il n'a pas encore récupéré ses capacités, et ses amis ne comprennent pas ce qu'il doit traverser, seule sa sœur le soutient. Lors d'une soirée, il croise une jolie fille, Beth, qui semble tout savoir de lui, et l'incite à reprendre sa vie en main. Lorsque Tony va visiter une université, il la croise à nouveau, et elle lui fait quitter la visite pour lui imposer plusieurs expériences, afin de lui faire réaliser qu'il est le seul à pouvoir mettre en œuvre sa guérison. Tony finit par émerger, et va déclarer ses sentiments à Michelle et Sid, les deux personnes les plus proches de lui. |                            |                                |                        |                            |            |
| 7 (2-07) | L'ordre rétabli Effy       | Effy Stonem                    | 24 mars 2008 sur E4    | 2 juillet 2009 sur Canal+  | 207        |
| Le père d'Effy et de Tony est en déplacement à Paris, tandis que leur mère, attristée de voir Tony toujours diminué, se réfugie dans les médicaments, ce qui force Effy à tout gérer dans la maison. Elle conseille également Sid et Tony dans leurs amours contrariées. Parallèlement, elle se fait une nouvelle amie nommé Pandora, une jeune fille naïve et couvée par sa mère, qu'elle dévergonde par les boîtes de nuit et la drogue. Effy finit réconcilier Sid et Cassie, et par radoucir les relations entre Michelle et Tony. Note : Maxxie, Jal et Anwar n'apparaissent pas dans cet épisode. |                            |                                |                        |                            |            |
| 8 (2-08) | Le choix de Jal Jal        | Jalander Fazer                 | 31 mars 2008 sur E4    | 9 juillet 2009 sur Canal+  | 208        |
| Les révisions pour l'examen s'intensifient, Jal doit aussi passer une audition à l'école de musique. Elle est débordée et commence à passer en revue les diverses alternatives pour sa grossesse. Maxxie présente à la classe son nouveau petit-ami, James. Chris lui propose d'emménager ensemble, mais Jal ne lui a toujours pas avoué qu'elle était enceinte. Elle craque et l'avoue finalement à son père qui s'avoue profondément déçu. Sa mère qu'elle n'avait plus vu depuis l'enfance revient mais Jal lui en veut d'avoir abandonné ses enfants pour mettre en valeur sa carrière. Chris quant à lui cache aussi un terrible secret. |                            |                                |                        |                            |            |
| 9 (2-09) | Le début de la fin Cassie  | Cassandra Ainsworth            | 7 avril 2008 sur E4    | 16 juillet 2009 sur Canal+ | 209        |
| Les amis de Chris sont tous là pour l'accueillir à son réveil à la suite de son opération. Cassie doit subir une épreuve de rattrapage pour le Bac mais elle n'est guère inspirée. Sid organise un dîner de réconciliation qui tournera bien mal lorsque Chris apprendra ce que Jal lui avait caché. Tony et Michelle semblent s'être résignés à poursuivre une relation et se préparent à se séparer pour vivre leur vie chacun de leur côté dans de nouvelles villes et de nouvelles universités ; lui allant à Cardiff et elle à York. Cassie elle aussi est consciente qu'elle devra quitter Sid pour aller à l'université. Chris a peur de ne pas être un bon père compte tenu de l'attitude de son père lorsque lui-même était petit. Chris est victime d'une autre attaque et décède sous les yeux de Cassie. C'en est trop, elle quitte définitivement Bristol et se réfugie à New York où elle fait la connaissance d'Adam, un jeune photographe. Une rencontre de courte durée puisqu'Adam quitte la ville quelque temps à la fin de l'épisode, laissant Cassie en proie à son passé. |                            |                                |                        |                            |            |
| 10 (2-10) | Les adieux Everyone        | Tous les personnages           | 14 avril 2008 sur E4   | 23 juillet 2009 sur Canal+ | 210        |
| Nous sommes le 14 août, jour des résultats des A Levels. Les membres du groupe ont fait le pacte de n'ouvrir leurs résultats qu'après l'enterrement de Chris par respect. Graham Miles, son père, rend visite à Sid pour l'informer que lui et ses amis ne sont pas les bienvenus à l'enterrement. Tony décide de voler le cercueil contenant le corps de Chris pour procéder un enterrement auquel tous les amis de Chris pourront assister. Jal est très mécontente de ce geste et ordonne à Tony et Sid de rapporter le corps. Vient le moment de l'enterrement et tous les amis de Chris sont en haut d'une colline pour assister illégalement à l'enterrement. Après l'enterrement, le groupe ouvre les enveloppes contenant les résultats et leur destin. Anwar n'est pas là, trop déçu d'avoir totalement raté ses épreuves. Néanmoins il tient à dire adieu à son ami Maxxie et part finalement avec lui et James à Londres. Tony et Michelle se disent adieu et offrent un billet d'avion à Sid à destination de New York. S'ensuivent des adieux émouvants entre Tony et Sid et une scène finale à New York où Sid essaie de retrouver Cassie. On ne sait pas s'il a réussi à la retrouver, le montage laissant au spectateur décider du sort de Sid. Le dernier plan de l'épisode montre Effy allongé dans le lit de Tony, laissant imaginer la suite avec la deuxième génération. Note : Dernier épisode avec ce groupe de personnages (sauf Effy que l'on retrouvera dans la seconde génération) |                            |                                |                        |                            |            |

### Épisode spécial
Cet épisode n'a jamais été diffusé en France.
| Numéros | Titres                                            | Personnage central   | Diffusion anglaise                                | Diffusion française | Production |
| --- | ------------------------------------------------- | -------------------- | ------------------------------------------------- | ------------------- | ---------- |
| — | titre français inconnu Skins Secret Party Special | Tous les personnages | 17 août 2007 sur Myspace - 10 octobre 2007 sur E4 |                     | —          |
| Chris décide d'organiser une fête pour remédier à l'ennui du groupe. La chaîne E4 a lancé ce qu'elle a appelé une Secret Party et proposa aux fans de s'y impliquer en créant des œuvres telles que des posters etc. Les gagnants ont eu la chance d'avoir leurs créations projetées à la Secret Party, mais aussi de prendre des photos avec les acteurs et des interviewers. Myspace proposa aux autres fans de gagner leur ticket pour cet évènement pour, pourquoi pas, se faire recruter comme figurant dans les prochains épisodes. - Skins Secret Party Special - E4.com Note : L'action se déroulant entre les deux saisons, Tony n'apparaît pas dans ce mini-épisode. |                                                   |                      |                                                   |                     |            |

## Deuxième génération: 2009-2010

### Saison 3: 2009
Informations complémentaires
- Le casting est intégralement changé à l'exception de Kaya Scodelario qui interprète Effy, la sœur de Tony et Lisa Backwell pour Pandora Moon.
- Les auditions pour cette nouvelle génération ont commencé en mai 2008 et ont attiré 1500 adolescents de 16 à 18 ans, rien qu'à Bristol.
- Le tournage s'est déroulé du 23 juin 2008 à décembre 2008, toujours à Bristol.
- Les scènes de lycée ont été tournées au complex sportif WISE du Filton College, Filton.
- Daniel Kaluuya (Posh Kenneth), même s'il n'est plus dans la série en tant qu'acteur a écrit le scénario de l'épisode 3.
- Le rap en français de Thomas (Merveille Lukeba) (épisode 3) a été écrit par un français, Eymeric Fouchère.
- L'épisode 10 de la saison a été tourné à Sharpness, comté de Gloucestershire.
- Le premier épisode a été suivi par 833 000 téléspectateurs.
- Le dernier épisode a été suivi par 698 000 téléspectateurs.

| Numéros | Titres                         | Personnage central                                    | Diffusion anglaise     | Diffusion française        | Production |
| --- | ------------------------------ | ----------------------------------------------------- | ---------------------- | -------------------------- | ---------- |
| 1 (3-01) | Nouvelles têtes Everyone       | Tous les personnages                                  | 22 janvier 2009 sur E4 | 15 juillet 2010 sur Canal+ | 301        |
| C'est le jour de la rentrée au lycée Roundview. Freddie, Cook et JJ font la connaissance de l'énigmatique Effy. De leur côté les sœurs jumelles mais néanmoins sensiblement différentes Emily et Katie quittent leur domicile pour se rendre au lycée afin d'assister aux premiers cours. Effy impose d'emblée des règles, et pour pouvoir avoir la chance de la connaitre mieux il faudra braver les interdits au lycée Roundview. |                                |                                                       |                        |                            |            |
| 2 (3-02) | Cook                           | James Cook                                            | 29 janvier 2009 sur E4 | 15 juillet 2010 sur Canal+ | 302        |
| C'est l'anniversaire de Cook, et il est bien décidé à fêter ses 17 ans comme il se doit. Direction le pub avec ses amis JJ et Freddie pour commencer les festivités. Ils sont ensuite rejoints par les filles qui sont partagées entre un sentiment d'amusement et de dégout envers le comportement de Cook et sa fête d'anniversaire miteuse. Il est temps que la fête commence vraiment, et comme Cook ne fait jamais dans la demi-mesure, il a décidé de s'inviter à une soirée privée donnée en l'honneur de la fille d'un célèbre malfrat de Bristol. |                                |                                                       |                        |                            |            |
| 3 (3-03) | Thomas                         | Thomas Tomone                                         | 5 février 2009 sur E4  | 22 juillet 2010 sur Canal+ | 303        |
| Commencer une nouvelle vie en Angleterre, c'est ce dont a envie Thomas en débarquant du Congo. Seul, il doit s'intégrer à Bristol et trouver un travail en attendant sa famille. Sage et posé, il ne demande qu'à rencontrer des gens et gagner honnêtement sa vie. En faisant la connaissance d'Effy et Pandora, il ne pouvait pas mieux tomber pour voir du pays. Thomas devra néanmoins se montrer prudent : tout a un prix, même en Europe. |                                |                                                       |                        |                            |            |
| 4 (3-04) | Pandora                        | Pandora Moon                                          | 12 février 2009 sur E4 | 22 juillet 2010 sur Canal+ | 304        |
| Pandora est déprimée et décide d'organiser une soirée pyjama entre filles à laquelle elle convie Effy, Katie, Emily et Naomi. Au programme : brownies, pas d'alcool, et jeux de société. Angela, la mère bien sous tous rapports et surprotectrice de Pandora est présente et il est hors de question d'inviter des garçons. Cook est quant à lui bien décidé à s'incruster en compagnie de JJ. De son côté, Effy doit faire face à des problèmes au sein de sa famille. |                                |                                                       |                        |                            |            |
| 5 (3-05) | Freddie                        | Freddie McClair                                       | 19 février 2009 sur E4 | 29 juillet 2010 sur Canal+ | 305        |
| Freddie est un peu la bête noire de sa famille. Entre sa sœur Karen qui rêve d'accéder à la gloire en participant à un concours de chant et son père Leo qui semble avoir mis tous ses espoirs en elle pour honorer la famille et la mémoire de sa femme, Freddie se sent inutile et trouve depuis quelques années refuge dans le skateboard. Et comme si ce n'était pas assez, Freddie doit aussi s'occuper de son meilleur ami Cook, ce qui finalement ne lui laisse que peu de place pour une histoire amoureuse. |                                |                                                       |                        |                            |            |
| 6 (3-06) | Naomi                          | Naomi Campbell                                        | 26 février 2009 sur E4 | 29 juillet 2010 sur Canal+ | 306        |
| Le lycée a besoin d'un représentant des élèves. Naomi est encouragée par son professeur de politique à se présenter comme candidate. Elle est également soutenue par Emily qui essaie tant bien que mal de briser la glace. Lorsque Cook se présente comme candidat à la présidence des élèves, Naomi n'a pas d'autre choix que de concourir pour l'empêcher d'accéder à ce poste qui lui permettrait de semer un peu plus la pagaille au lycée. |                                |                                                       |                        |                            |            |
| 7 (3-07) | Jj JJ                          | JJ Jones                                              | 5 mars 2009 sur E4     | 5 août 2010 sur Canal+     | 307        |
| JJ se sent perdu et confus. Depuis son plus jeune âge il se considère comme une personne anormale à cause de son hyperactivité et de son Trouble du spectre de l'autisme. Les tensions créées au sein du groupe ne font qu'aggraver les choses, il se sent tiraillé et ne veut plus prendre parti pour Cook ou Freddie. Les médecins se contentent de lui prescrire des pilules sans réellement s'intéresser à ses problèmes et à sa personnalité. Mais tout n'est peut-être pas perdu lorsqu'une nouvelle amie tente de lui apporter aide et réconfort. |                                |                                                       |                        |                            |            |
| 8 (3-08) | Effy                           | Effy Stonem                                           | 12 mars 2009 sur E4    | 5 août 2010 sur Canal+     | 308        |
| Entre ses parents séparés et l'amour que lui porte Freddie qu'elle n'arrive pas à lui rendre, Effy ne sait plus trop quoi faire et a perdu ses repères. Personne ne comprend et ne cautionne sa relation avec Cook et lorsqu'elle surprend une fois de plus Katie en compagnie de Freddie, tout s'écroule un peu plus. Et comme si ce n'était pas assez, Katie lui demande d'emmener le groupe à un weekend camping dans les bois. L'occasion de lier des amitiés ou d'en détruire. |                                |                                                       |                        |                            |            |
| 9 (3-09) | Emily et Katie Emily and Katie | Emily Fitch – Katie Fitch                             | 19 mars 2009 sur E4    | 12 août 2010 sur Canal+    | 309        |
| C'est la fin de l'année scolaire et un bal est organisé à cette occasion. Emily aimerait y aller avec Naomi, mais celle-ci n'accepte toujours pas qu'on puisse la voir avec une fille. De son côté Katie n'ose plus sortir de chez elle et est en froid avec Freddie qui est clairement attaché à Effy quoi qu'il advienne. Emily revendique désormais son individualité et ses différences, ce qui n'est pas sans déranger Katie qui aime bien tout contrôler chez sa sœur. Note : Cook et Effy n'apparaissent pas dans cet épisode. |                                |                                                       |                        |                            |            |
| 10 (3-10) | Bouquet final Finale           | James Cook – Effy Stonem – Freddie McClair – JJ Jones | 26 mars 2009 sur E4    | 12 août 2010 sur Canal+    | 310        |
| Effy est toujours en cavale avec un Cook amoureux d'elle qui souhaite renouer contact avec son père dans un village plutôt glauque. Le père de Cook ne tardera pas à utiliser ces retrouvailles pour profiter de son fils et le faire participer à une course un peu spéciale afin d'effacer son ardoise de dettes. À Bristol, JJ essaie de distraire tant bien que mal Freddie qui ne peut s'empêcher de penser à Effy. Il est plus que jamais temps de mettre un terme à ce problème de triangle amoureux, encore faut-il retrouver Cook et Effy d'abord. Note : Les seuls personnages principaux à apparaitre dans cet épisode sont Effy, Cook, Freddie et JJ. |                                |                                                       |                        |                            |            |

### Saison 4: 2010
Informations complémentaires
- Il a été confirmé par E4 le jeudi 12 mars 2009 qu'il y aura une saison 4 reprenant le casting de la saison 3.
- Le tournage s'est déroulé de juillet à novembre 2009, toujours à Bristol.
- Comme pour la génération précédente, cette saison approfondira la personnalité des personnages.
- Cette saison ne comporte pas d'épisode consacrés à Pandora et à Naomi.
- Le premier épisode a été suivi par  1,1 million de téléspectateurs.
- Le dernier épisode a été suivi par 728 000 téléspectateurs.

| Numéros | Titres                      | Personnage central   | Diffusion anglaise     | Diffusion française           | Production |
| --- | --------------------------- | -------------------- | ---------------------- | ----------------------------- | ---------- |
| 1 (4-01) | Le dilemme de Thomas Thomas | Thomas Tomone        | 28 janvier 2010 sur E4 | 28 juillet 2011 sur Canal+    | 401        |
| Un accident terrible se produit dans la boîte de nuit dans laquelle travaille Thomas. L'affaire ne tarde pas à s'ébruiter et il est exclu du lycée. Bouleversé et nostalgique de son pays, celui-ci s'éprend d'une jeune musicienne congolaise rencontrée à l'église. C'est également la rentrée à Roundview avec un nouveau proviseur. Freddie et Effy ne sont plus ensemble, et celle-ci demeure introuvable. Tout le monde s'efforce de l'oublier, ce qui n'est pas si facile.                           |                             |                      |                        |                               |            |
| 2 (4-02) | Révélations Emily           | Emily Fitch          | 4 février 2010 sur E4  | 4 août 2011 sur Canal+        | 402        |
| Emily est décidée à partir s'installer au Mexique avec Naomi. Ce qui n'est pas du goût de sa mère. Lorsque la police ressurgit à propos de l'incident du night club, Emily se doute que Naomi n'a pas été tout à fait franche avec elle. Elle se rend au domicile de la jeune fille décidée à en savoir plus. Effy quant à elle refait surface ; ce qui ne manque pas de ranimer la rivalité entre Freddie et Cook.                                                                                         |                             |                      |                        |                               |            |
| 3 (4-03) | Le courage de Cook ! Cook   | James Cook           | 11 février 2010 sur E4 | 11 août 2011 sur Canal+       | 403        |
| Cook se rend au tribunal après son incident au pub. Il plaide non coupable. Il est ainsi condamné à porter un bracelet électronique et est assigné à la résidence de sa mère. Piégé à la maison et seul, Cook se remet en question au sujet du suicide de Sofia et trouve de l'aide auprès d'un allié inattendu. |                             |                      |                        |                               |            |
| 4 (4-04) | Pauvre Katie ! Katie        | Katie Fitch          | 18 février 2010 sur E4 | 18 août 2011 sur Canal+       | 404        |
| Katie a un problème. Sa famille est endettée et est sur le point d'être expulsée. Son père essaie tant bien que mal de remonter la pente en mettant au point une machine de fitness ridicule. Sa mère quant à elle se lance dans la préparation de mariages et lui demande de l'assister. Katie s'emploie alors à ce qu'elle sait faire de mieux : mettre du make up et faire des sourires hypocrites. Emily est hors de contrôle, toujours en froid avec sa famille et Naomi.                              |                             |                      |                        |                               |            |
| 5 (4-05) | Descente aux enfers Freddie | Freddie McClair      | 25 février 2010 sur E4 | 25 août 2011 sur Canal+       | 405        |
| Freddie est plus que jamais fou amoureux d'Effy. Anthea étant absente, la maison des Stonem est devenue leur petit monde privé de débauche. Des écarts qui valent à Freddie des problèmes scolaires. Lorsque celui-ci en parle à Effy, le couple se dispute. Freddie se tourne vers son grand-père pour obtenir des conseils. |                             |                      |                        |                               |            |
| 6 (4-06) | La belle et le barjo JJ     | JJ Jones             | 4 mars 2010 sur E4     | 1er septembre 2011 sur Canal+ | 406        |
| JJ est amoureux de Lara, sa charmante collègue de la supérette. Il n'a pas le courage d'aborder la jeune fille et la présence de son ex petit ami dans les parages n'arrange rien. Thomas force les choses et JJ finit par faire le premier pas. Bien sûr celui-ci ne souhaite pas qu'elle soit au courant de ses problèmes de comportement. Cook s'est évadé de prison et trouve refuge chez JJ. Emily s'inquiète de l'importance que prend Lara dans la vie de JJ et craint qu'elle ne lui brise le cœur. |                             |                      |                        |                               |            |
| 7 (4-07) | Guérir Effy                 | Effy Stonem          | 11 mars 2010 sur E4    | 8 septembre 2011 sur Canal+   | 407        |
| Effy est dans un hôpital psychiatrique mais avec l'aide de sa mère et du thérapeute John Foster, elle est prête à retourner à la maison. Sa mère a complètement nettoyé sa chambre pour effacer les traces de l'ancienne Effy instable. Elle semble heureuse mais bien vite Anthéa et Freddie soupçonnent les méthodes employées par son psychiatre lorsqu'elle rejette son identité, ses amis et son passé.                                                                                                |                             |                      |                        |                               |            |
| 8 (4-08) | Le choc Everyone            | Tous les personnages | 18 mars 2010 sur E4    | 15 septembre 2011 sur Canal+  | 408        |
| Quelques jours après la disparition de Freddie, le groupe se réunit à la maison de Naomi. Karen, la sœur de Freddie se doute de quelque chose et demande à Cook de partir à la recherche de son frère. C'est le moment des adieux et des réconciliations finales pour les personnages. Cook, lui, n'a pas pu dire au revoir à son meilleur ami. Note : Dernier épisode avec ce groupe de personnages. |                             |                      |                        |                               |            |

## Troisième génération: 2011-2012

### Saison 5: 2011
Informations complémentaires
- La série a commencé à être diffusée à partir du 27 janvier 2011 sur E4.
- Le personnage de Matty n'a pas d'épisode dans cette saison.
- Le premier épisode a été suivi par  823 000 téléspectateurs.
- Le dernier épisode a été suivi par 381 000 téléspectateurs.

| Numéros | Titres          | Personnage central   | Diffusion anglaise     | Diffusion française        | Production |
| --- | --------------- | -------------------- | ---------------------- | -------------------------- | ---------- |
| 1 (5-01) | Franky          | Franky Fitzgerald    | 27 janvier 2011 sur E4 | 5 juillet 2012 sur Canal+  | 501        |
| C’est le premier jour de cours pour Franky. Elle vient de déménager d’Oxford pour habiter à Bristol et est déterminée à ne plus être une fille solitaire. C’est un garçon manqué, ce qui la met à l’écart des autres. Mini, Liv et Grace la taquinent sur ce sujet et Franky aggrave la situation lorsqu’elle fait tomber accidentellement Mini lors d’un match de crosse. Franky se lie d’amitié avec Alo, un garçon de ferme, et Rich, un métalleux. Quelques souvenirs douloureux d'Oxford, que Franky aurait aimé laisser derrière elle, refont surface à l'instigation de Mini, déterminée à se venger.                                                  |                 |                      |                        |                            |            |
| 2 (5-02) | Rich            | Rich Hardbeck        | 3 février 2011 sur E4  | 12 juillet 2012 sur Canal+ | 502        |
| Rich, le métalleux, utilise son goût prononcé pour la musique afin de s’entourer de monde, en particulier de filles. Mais quand Alo trouve la femme parfaite pour Rich, il est forcé de demander à Grace de l’aide pour apprendre à draguer les filles. En échange, Grace demande à apprendre l’univers du métal. Rich n’est pas facile, il refuse de croire qu’une fille ordinaire peut le comprendre. Finalement, Rich accepte le compromis et permet à Grace de découvrir son monde, mais le cœur brisé n’est pas loin. Note : Matty n'apparait pas dans cet épisode.                                                                                      |                 |                      |                        |                            |            |
| 3 (5-03) | Mini            | Mini McGuinness      | 10 février 2011 sur E4 | 19 juillet 2012 sur Canal+ | 503        |
| Mini se vexe quand Grace amène Franky au défilé de charité et fini par les virer toutes les deux. Malgré les apparences, son couple a également quelques problèmes. Nick ne veut pas attendre pour le sexe mais pendant que Mini fait tout son possible pour sauver son couple, Liv fait une chose horrible: satisfaire Nick, là où Mini n’a pas réussi. |                 |                      |                        |                            |            |
| 4 (5-04) | Liv             | Liv Malone           | 17 février 2011 sur E4 | 26 juillet 2012 sur Canal+ | 504        |
| Mini sait comment prendre sa revanche. En devenant amie avec Franky, Rich et Alo, elle isole totalement Liv. Prenez une maison où rien ne va, ajoutez de la mauvaise herbe et une fête improvisée, le mélange ne donne rien de bon. C'est un peu trop pour Liv. Elle va alors se rapprocher d'un inconnu et mystérieux garçon, Matty. |                 |                      |                        |                            |            |
| 5 (5-05) | Nick            | Nick Levan           | 24 février 2011 sur E4 | 2 août 2012 sur Canal+     | 505        |
| Nick Levan, capitaine de rugby, une belle garde-robe et une petite amie sexy - d'apparence, il semble tout avoir, et pour couronner le tout, il est la star de Roundview. Mais la réapparition de Matty le déstabilise. Nick le voit se faire de nouveaux amis sans aucune difficulté, et certaines de ses vieilles blessures refont surface. Nick se rend compte que tout ce qu'il voulait, l'approbation de son père, le succès au rugby, est en train de le perdre, de l'écraser. |                 |                      |                        |                            |            |
| 6 (5-06) | Alo             | Alo Creevey          | 3 mars 2011 sur E4     | 9 août 2012 sur Canal+     | 506        |
| Pour le moment, nous savons tous ce qui plaît à Alo: faire la fête et être indépendant. Ce n'est donc pas surprenant qu'il en ait marre de son quotidien ennuyeux à la ferme familiale.Alo décide de prendre sa vie en main, et de partir pour la ville afin de s'y livrer à ses passions. Ses parents, désespérés par son comportement, décident de le retirer du lycée afin qu'il soit obligé de prendre ses responsabilités à la ferme. Mais pourAlo, c'est hors de question, le jeune homme quitte son domicile. Son but: montrer à ses parents qu'il est capable de savoir ce qui est le mieux pour lui. Mais un évènement va changer la donne pour Alo. |                 |                      |                        |                            |            |
| 7 (5-07) | Grace           | Grace Violet         | 10 mars 2011 sur E4    | 16 août 2012 sur Canal+    | 507        |
| Grace est forcée d'affronter la réalité lorsqu'elle présente Rich à son père, qui désapprouve leur relation. Il désapprouve à tel point qu'il menace de renvoyer Grace au lycée Mayberry, un lycée uniquement pour les jeunes filles. Mais Grace veut réussir son examen de théâtre pour lui prouver qu'il se trompe, mais le souci qu'elle se fait pour sa relation, et la réaction de ses amis vis-à-vis de la pièce, semble rendre la chose difficile. |                 |                      |                        |                            |            |
| 8 (5-08) | Paumés Everyone | Tous les personnages | 17 mars 2011 sur E4    | 23 août 2012 sur Canal+    | 508        |
| Grace et Rich vont se marier ! Tout du moins officieusement dans le dos de David Blood. Toute la bande doit se rendre à l'église : les mariés prennent un véhicule mais les autres, dispersés par petits groupes dans les bois, les amitiés vont se souder et se défaire. |                 |                      |                        |                            |            |

### Saison 6: 2012
Informations complémentaires
- La série a commencé à être diffusée à partir du 23 janvier 2012 sur E4.
- Les personnages de Matty et Grace n'ont pas d'épisode dans cette saison. Matty sera le seul personnage à n'avoir eu aucun épisode à lui dans toute la série.
- Le premier épisode a été suivi par  459 000 téléspectateurs.

| Numéros | Titres                       | Personnage central                   | Diffusion anglaise     | Diffusion française         | Production |
| --- | ---------------------------- | ------------------------------------ | ---------------------- | --------------------------- | ---------- |
| 1 (6-01) | Cauchemar au Maroc Everyone  | Tous les personnages                 | 23 janvier 2012 sur E4 | 14 octobre 2013 sur Canal+  | 601        |
| Le groupe est parti en vacances d'été au Maroc. La villa n'est peut-être qu'à moitié construite, au milieu de nulle part et sans eau courante, mais l'endroit reste plutôt sympathique à leurs yeux. Matty et Franky sont en froid, après avoir passé l'été à coucher ensemble, la jeune fille a décidé qu'elle en avait assez, sans que lui ne sache pourquoi, et la lune de miel a tourné court. L'atmosphère à la villa s'en trouve plus ou moins troublée. Une nuit, ils entendent de la musique, et grâce à Alo, en trouvent la source: la villa d'un garçon très charismatique, nommé Luke. Il les invite à se joindre à la fête, qui est fantastique, boissons musiques et drogues à volonté, ce qu'ils pouvaient espérer de mieux. Mais quelques problèmes se profilent à l'horizon, mêlant drogue et argent... Luke propose à Franky de s'enfuir avec lui, loin de tout, dans une relation sans attache. Franky, qui y voit un moyen d'échapper à son problème avec Matty, ne peut lui résister. Pendant ce temps, Jake fait du chantage à Matty pour le convaincre de passer la drogue à la frontière, le menaçant de s'en prendre à Franky. Le garçon tente de se défendre mais Jake finira par le battre, et il verra Luke et Franky fuir. Liv est avertie par un garçon que Luke est dangereux, et le groupe décide de tout faire pour retrouver leur amie. |                              |                                      |                        |                             |            |
| 2 (6-02) | Fond du trou Rich            | Rich Hardbeck                        | 30 janvier 2012 sur E4 | 14 octobre 2013 sur Canal+  | 602        |
| Grace est à l'hôpital mais son père, David Blood, interdit à Rich de la voir. Lorsqu'elle se réveille, enfin, elle demande à le voir. Rich trouve un moyen de contourner la sécurité et pénètre dans la chambre d'hôpital. Les amoureux sont enfin réunis, mais un problème s'impose : le père de Grace veut l'envoyer dans un hôpital à Zurich. La jeune fille ne veut pas quitter Rich, et il lui promet que ça n'arrivera pas. Malheureusement, le père de Grace décide de partir dès le lendemain, et Rich découvre la maison des Blood vide. Après une nuit passée dans le lit de Grace, à regarder des vidéos d'elle enfant, Rich est bien décidé à la retrouver avec l'aide d'Alo. Malheureusement, Alo a d'autres choses en tête, et leur relation s'effrite. C'est Liv qui va devenir le ciment du groupe, et qui va tenter de ramener Grace. |                              |                                      |                        |                             |            |
| 3 (6-03) | Fuir Alex                    | Alexander Henley                     | 6 février 2012 sur E4  | 21 octobre 2013 sur Canal+  | 603        |
| Alex est nouveau au lycée. Dès le premier jour, il sympathise avec Liv, qui est en froid avec Mini. Le groupe a du mal à avancer depuis la mort de Grace. Alex décide de lui faire découvrir son monde. Il vit seul avec sa grand-mère sénile, qu'il semble aimer de tout son cœur et protéger de son propre père. Alex a toujours un dé dans sa poche, il détermine ses actions grâces à un jeu qu'il a inventé lui-même. Sa relation avec Liv bat de l'aile lorsqu'elle apprend qu'Alex est gay, mais plein de bonne volonté, et souhaitant se faire des amis, Alex décide de tout faire pour réconcilier le groupe, et leur permettre de faire ce qu'ils n'ont pas pu faire, dire un dernier 'au revoir'. |                              |                                      |                        |                             |            |
| 4 (6-04) | Sur le fil du rasoir Franky  | Franky Fitzgerald                    | 13 février 2012 sur E4 | 21 octobre 2013 sur Canal+  | 604        |
| Franky se sent coupable de ce qui est arrivée à Grace, et se referme sur elle-même. Elle refuse de parler à ses pères, et décide même de recontacter Luke. La vie du garçon n'est faite que de violence, et c'est là dedans que Franky va puiser sa force. Ou du moins en avoir l'illusion, car elle va vite se rendre compte que cette violence prend des dimensions un peu trop grande et qu'elle se retrouve prise au piège. Étrangement, c'est auprès de Nick qu'elle va trouver le secours dont elle a besoin, et décider d'aller de l'avant. |                              |                                      |                        |                             |            |
| 5 (6-05) | Le secret de Mini Mini       | Mini McGuinness                      | 20 février 2012 sur E4 | 28 octobre 2013 sur Canal+  | 605        |
| La mère de Mini à un nouveau petit ami, pervers, que Mini déteste. Pour ne rien arranger, Alo a décidé d'enfreindre les règles de leur relation secrète et lui déclare ses sentiments. Prise au piège, Mini perd le contrôle de sa vie, et ne voit qu'une seule issue: la fuite. Ignorant les conseils de sa mère, et ceux de Liv, elle trouve refuge auprès de son père. Grégoire n'a jamais été un bon père, mais lui promet que tout va changer et elle ne demande qu'à y croire. Elle entre dans un nouvel univers, fascinant, où tous ses problèmes semblent être restés loin derrière elle, ce qui l'éloignera davantage de ses amis. Mais Mini va être confrontée à un souci plus important, auquel elle sera obligée de faire face : elle apprend qu'elle est enceinte d'Alo. |                              |                                      |                        |                             |            |
| 6 (6-06) | Le dilemme de Nick Nick      | Nick Levan                           | 27 février 2012 sur E4 | 28 octobre 2013 sur Canal+  | 606        |
| Nick est dans une impasse car il est désespérément amoureux de Franky. Il n'a pas d'autres choix que de l'accepter comme une simple amie et rien de plus, malgré le fait que son amour pour elle devient de plus en plus important chaque jour. Quand Matty refait surface, il est toujours autant amoureux de Franky et a besoin de l'aide de Nick pour quitter le Maroc et revenir à Bristol. Toujours aussi loyal, Nick essaye de mettre ses sentiments envers Franky de côté et décide d'aider son frère. Déchiré entre son amour, la loyauté envers son frère et la peur de la confrontation, la vie de Nick devient hors de contrôle malgré lui. Il n'a pas d'autre choix que d'y faire face et de découvrir ce dont il est réellement capable. |                              |                                      |                        |                             |            |
| 7 (6-07) | Agir en adulte Alo           | Alo Creevey                          | 5 mars 2012 sur E4     | 4 novembre 2013 sur Canal+  | 607        |
| Alo ne se doute toujours pas que Mini est enceinte de son enfant. Il essaye de l'oublier en sortant avec une nouvelle fille Poppy Champion. Mini devient rapidement un souvenir lorsque les choses progressent entre eux. Alors que les efforts de Franky pour le convaincre semblent tomber dans l'oreille d'un sourd, les jours où Alo refusait de grandir semblent prendre fin. |                              |                                      |                        |                             |            |
| 8 (6-08) | Seule contre tous Liv        | Liv Malone                           | 12 mars 2012 sur E4    | 4 novembre 2013 sur Canal+  | 608        |
| Liv fait sans cesse la fête depuis que son nouveau meilleur ami Alex est arrivé à Bristol, mais après qu'il est parti durant le week-end où elle a vraiment besoin de lui, Liv cherche du réconfort chez ses autres amis, uniquement pour découvrir qu'ils l'ont exclu de leur vie. Sans personne sur qui compter, Liv est forcé de faire face à l'école toute seule, et découvre qu'elle pourrait ne pas être aussi forte qu'elle pensait l'être. |                              |                                      |                        |                             |            |
| 9 (6-09) | Tout effacer ! Mini & Franky | Mini McGuinness et Franky Fitzgerald | 19 mars 2012 sur E4    | 11 novembre 2013 sur Canal+ | 609        |
| Mini et Franky se cachent toujours dans la chambre de Mini, mais avec le retour de Matty à Bristol et le ventre de Mini qui n'arrête pas de grossir, le temps s'écoule rapidement pour les filles. Les choses deviennent critique quand la santé de Mini prend une mauvaise tournure, les laissant isolées et sous pression de leurs familles et des leurs amis. |                              |                                      |                        |                             |            |
| 10 (6-10) | Renaissance Everyone         | Tous les personnages                 | 26 mars 2012 sur E4    | 11 novembre 2013 sur Canal+ | 610        |
| Les résultats des examens sont attendus, et Alex veut organiser une fête pour célébrer la fin du lycée, une soirée que personne ne soit prêt d'oublier. L'avenir de chacun d'entre eux est sur une balance. De son côté, Franky a du mal à affronter son passé, et le groupe est toujours sous le choc de la mort de Grace. Le temps leur est compté s'ils souhaitent faire les choses correctement. Note : Dernier épisode avec ce groupe de personnages. |                              |                                      |                        |                             |            |

## Unseen Skins
Ces épisodes n'ont jamais été diffusés en France.
* signale un titre traduit par Canal+.

### Unseen Skins Saison 1
| # | Titre                                                           | Épisode concerné |
| --- | --------------------------------------------------------------- | ---------------- |
| 1 | Oui, en général* I mostly do                                    | Tony             |
| Cet épisode se déroule peu après la sortie de Cassie de la clinique de réhabilitation. Elle rencontre Michelle qui lui offre un joint mais Cassie refuse et déclare qu'elle ne consomme plus rien qui lui donne envie de manger. Ensuite Cassie et Michelle vont marcher et Michelle lui demande une faveur. Sans en savoir plus, Cassie accepte et Michelle ne lui révèle qu'ensuite que Sid est amoureux d'elle et qu'elle aimerait que Cassie s'occupe de Sid. Elles vont ensuite dans un magasin de vêtements de mariage et Cassie suggère qu'elles essaient les vêtements. Cassie met un costume d'homme et joue Tony pendant que Michelle joue le rôle de la mariée. La gérante arrive et leur demande de partir ; Cassie dit à la gérante que Michelle est enceinte et celle-ci fait semblant de s'évanouir. La propriétaire va chercher de l'eau et les deux filles en profitent pour s'enfuir dehors avec les vêtements. Elles se rendent à la cathédrale de Bristol et dansent devant. - I Mostly Do - E4.com |                                                                 |                  |
| 2 | titre français inconnu Careers Advice                           | Cassie           |
| La conseillère d'orientation essaie de trouver un métier idéal pour Chris, Jal et Sid, sans succès. - Careers Advice - E4.com |                                                                 |                  |
| 3 | titre français inconnu Shoot 'Em Up Bang Bang Props To The Hood | Jal              |
| Les frères de Jal, Lynton et Ace se mettent un chercher un DJ qui voudra bien passer leur musique. - Shoot 'Em Up Bang Bang Props to the Hood - E4.com |                                                                 |                  |
| 4 | Un ami dans le besoin* A friend in need                         | Chris            |
| Cassie aborde un garçon et lui demande s'il peut lui donner son T-shirt pour un ami. Anwar parie 5£ qu'elle ne l'obtiendra pas. Maxxie tient le pari. Elle obtient le T-shirt et demande ensuite son jean. Le garçon s'enfuit et Michelle décide d'aller le chercher elle-même pour 10£. Le garçon refuse catégoriquement de donner son pantalon à une fille, puisqu'il est gay. Maxxie l'embrasse et récupère son jean. - A Friend in Need - E4.com |                                                                 |                  |
| 5 | titre français inconnu Careers Advice II                        | Sid              |
| À défaut d'arriver à trouver une orientation aux élèves, Josie, la conseille d'orientation demande elle-même des conseils à la bande pour trouver un métier qui lui conviendrait mieux. - Careers Advice II - E4.com |                                                                 |                  |
| 6 | titre français inconnu To Russia with love...                   | Maxxie et Anwar  |
| Le groupe est dans un pub et discute de la somme qu'ils ont réunie pour permettre à Chris de les accompagner en Russie. Avec à peine 30£, ils sont bien loin des 700£ demandés pour le voyage. - To Russia With Love - E4.com |                                                                 |                  |
| 7 | titre français inconnu The Cat & The Duck                       | Michelle         |
| Jal et Michelle sont dans un bar et décident de s'amuser à assimiler le groupe à chacune des figurines achetées par Malcolm, le beau-père de Michelle. - The Cat & the Duck - E4.com |                                                                 |                  |
| 8 | titre français inconnu Pop                                      | Effy             |
| Effy s'adresse à la caméra et raconte l'histoire métaphorique d'une fille qui a bu tellement de limonade durant sa vie, qu'elle en est devenue dépendante. - Pop - Dailymotion |                                                                 |                  |
| 9 | titre français inconnu Bye                                      | Anwar            |
| Cassie discute avec son amie au centre de thérapie et parle des choses qui lui manquent, et en particulier Sid. |                                                                 |                  |

### Unseen Skins Saison 2
| # | Titre                                                     | Épisode concerné             |
| --- | --------------------------------------------------------- | ---------------------------- |
| 1 | titre français inconnu Abigail's Video Diary              | Contrecoup (Tony and Maxxie) |
| Abigail envoie un message vidéo à Tony dans lequel elle fait des révélations. - Abigail's Video Diary - E4.com |                                                           |                              |
| 2 | titre français inconnu Auditions                          | Contrecoup (Tony and Maxxie) |
| Tout le monde veut passer les auditions pour participer à la comédie musicale du lycée même si personne ne sait de quoi elle va traiter. - Auditions - E4.com                                                                    |                                                           |                              |
| 3 | titre français inconnu Michelle's Dating Video            | La fan (Sketch)              |
| Michelle passe une annonce sur Internet pour aider sa mère à rencontrer un nouvel homme, sans bien sûr que celle-ci le sache. - Michelle's Dating Video - E4.com                                                                 |                                                           |                              |
| 4 | titre français inconnu Anwar and Sketch's Date            | Père et fils (Sid)           |
| Anwar est dans un restaurant italien et attend Sketch, qui elle, est à l'extérieur et cherche un moyen pour rompre avec lui. Durant le diner ils sont constamment interrompus par le serveur. - Anwar and Sketch's Date - E4.com |                                                           |                              |
| 5 | titre français inconnu Sketch's Video Diary               | L'anniversaire (Michelle)    |
| Sketch déclare que si elle avait un pénis, Maxxie l'aimerait. Elle compare une photo de Maxxie avec une photo d'Anwar et décide de relooker ce dernier à l'image de Maxxie. - Sketch's Video Diary - E4.com                      |                                                           |                              |
| 6 | titre français inconnu Tony's Nightmare                   | Un beau gâchis (Chris)       |
| Tony n'arrive pas à dormir, et quand il le fait, il fait des rêves horribles. Le genre de rêves dont on se réveille en hurlant. - Tony's Nightmare - E4.com                                                                      |                                                           |                              |
| 7 | titre français inconnu Anwar's Second Dating Blog: Sketch | Un beau gâchis (Chris)       |
| Une nouvelle vidéo dans laquelle Anwar raconte son rendez-vous galant avec Sketch. - Anwar's Second Dating Blog: Sketch - E4.com                                                                                                 |                                                           |                              |
| 8 | titre français inconnu Cassandra                          | Le réveil de Tony (Tony)     |
| Cassie se sent tellement seule de n'avoir personne lorsqu'elle voit le bonheur que partagent Chris et Jal, qu'elle s'invente un rendez-vous et va tenir compagnie à un vieil homme. - Cassandra - E4.com                         |                                                           |                              |
| 9 | titre français inconnu When Maxxie Met James              | L'ordre rétabli (Effy)       |
| La rencontre entre Maxxie et James, un autre garçon gay. Seul problème, Sketch est dans les parages. - When Maxxie Met James - E4.com                                                                                            |                                                           |                              |
| 10 | titre français inconnu Chris's Final Message              | Le début de la fin (Cassie)  |
| Chris enregistre un message sur son Facebook dans lequel il parle de son expérience de mort imminente à l'hôpital. - Chris's Final Message - E4.com                                                                              |                                                           |                              |

### Unseen Skins Saison 3
| # | Titre                                       | Épisode concerné |
| --- | ------------------------------------------- | ---------------- |
| 1 | titre français inconnu Wurst Case Scenario  |                  |
| Pandora veut se faire un peu d'argent de poche et décide d'aller travailler le weekend. Hélas tout ne se passe pas comme prévu et Effy vient à la rescousse. - Wurst Case Scenario VOSTFR |                                             |                  |
| 2 | titre français inconnu Last Bus             |                  |
| Il gèle dehors, il est 22 heures, et JJ, Cook et Freddie sont fauchés. - Last Bus - E4.com                                                                                                |                                             |                  |
| 3 | titre français inconnu Welcome to Roundview |                  |
| Les nouveaux élèves font la connaissance de Doug, le nouveau Head of year du lycée Roundview. - Welcome to Roundview - E4.com                                                             |                                             |                  |
| 4 | titre français inconnu The Pact             |                  |
| Un retour en arrière avec les jumelles Katie et Emily en tenue de Spice Girls à l'âge de neuf ans. - The Pact - E4.com                                                                    |                                             |                  |

## Journaux vidéo des personnages
Pour accompagner la série, des vidéos ont été tournées et mises en ligne pour approfondir ces personnages.
Ces épisodes n'ont jamais été diffusés en France.
* signale un titre traduit par Canal+.

### Saison 1 (Génération 1)
| #                                                                                                  | Titre                                             |
| -------------------------------------------------------------------------------------------------- | ------------------------------------------------- |
| 1                                                                                                  | titre français inconnu Jal's Video Diary          |
| Jal montre son chihuahua. - Jal's Video Diary - E4.com                                             |                                                   |
| 2                                                                                                  | titre français inconnu Chris's Video Diary        |
| Chris est-il capable de porter 72 paires de chaussettes ? - Chris's Video Diary - E4.com           |                                                   |
| 3                                                                                                  | titre français inconnu Abigail's Video Diary      |
| Abigail envoie un message destiné aux personnes vivantes en 2107. - Abigail's Video Diary - E4.com |                                                   |
| 4                                                                                                  | titre français inconnu Effy's Video Diary         |
| L'esprit de la sœur de Tony est noir, très noir. - Effy's Video Diary - E4.com                     |                                                   |
| 5                                                                                                  | titre français inconnu Maxxie's Video Diary       |
| Maxxie envoie un message vidéo sur Internet. - Maxxie's Video Diary - E4.com                       |                                                   |
| 6                                                                                                  | titre français inconnu Michelle's Video Diary     |
| Conseils vestimentaires de la part de Michelle. - Michelle's Video Diary - E4.com                  |                                                   |
| 7                                                                                                  | titre français inconnu Posh Kenneth's Video Diary |
| Message vidéo du rappeur anglais le plus "Posh". - Posh Kenneth's Video Diary - E4.com             |                                                   |
| 8                                                                                                  | titre français inconnu Tony's Video Diary         |
| Tony s'improvise guide et fait le tour de Bristol en vidéo. - Tony's Video Diary - E4.com          |                                                   |
| 9                                                                                                  | titre français inconnu Sid's Video Diary          |
| Sid joue à un jeu en ligne sur Internet contre le grand Wallothet. - Sid's Video Diary - E4.com    |                                                   |
| 10                                                                                                 | titre français inconnu Anwar's Video Diary        |
| De beaux vêtements et beaucoup d'argent ne suffisent parfois pas. - Anwar's Video Diary - E4.com   |                                                   |
| 11                                                                                                 | titre français inconnu Cassie's Video Diary       |
| Vidéo d'une thérapie de Cassie. - Cassie's Video Diary - E4.com                                    |                                                   |

### Saison 3 (Génération 2)
| # | Titre                                                 | Épisode concerné |
| --- | ----------------------------------------------------- | ---------------- |
| 1 | Journal intime épisode 1 : JJ* JJ's Video Diary       | Nouvelles têtes  |
| JJ se rend dans les rues de Bristol et se fait filmer en train d'exécuter des tours devant les passants pour le site rateyourmagic. - JJ's Video Diary - E4.com - Voir la vidéo en VOST sur Canalplus.fr |                                                       |                  |
| 2 | Journal intime épisode 2 : Naomi* Naomi's Video Diary | Cook             |
| Naomi a la gueule de bois mais décide quand même d'aller à une manifestation étudiante pour se faire entendre. - Naomi's Video Diary - E4.com - Voir la vidéo en VOST sur Canalplus.fr                   |                                                       |                  |
| 3 | titre français inconnu Pandora's Video Diary          | Thomas           |
| Pandora utilise la webcam d'Effy pour envoyer un message à Thomas. - Pandora's Video Diary - E4.com |                                                       |                  |
| 4 | titre français inconnu Freddie's Video Diary          | Pandora          |
| Freddie décide de manipuler la vidéo Sexxbomb de sa sœur pour qu'elle échoue au concours de chant. Tout ne se passe pas comme prévu. - Freddie's Video Diary - E4.com                                    |                                                       |                  |
| 5 | titre français inconnu Karen's Video Diary            | Freddie          |
| L'audition de Karen au concours Sexxbomb. - Karen's Video Diary - E4.com |                                                       |                  |
| 6 | titre français inconnu Cook's Video Diary             | Naomi            |
| Cook réalise sa propre vidéo pour gagner l'élection de délégué du lycée. - Cook's Video Diary - E4.com                                                                                                   |                                                       |                  |
| 7 | titre français inconnu Katie's Video Diary            | JJ               |
| Katie décide de larguer son copain Danny, elle lui envoie un message en lui disant qu'elle veut rompre mais qu'elle garde ses cadeaux. - Katie's Video Diary - E4.com                                    |                                                       |                  |
| 8 | titre français inconnu Emily's Video Diary            | Effy             |
| Emily souhaite que ses voisins se rencontrent mutuellement. - Emily's Video Diary - E4.com |                                                       |                  |
| 9 | titre français inconnu Effy's Video Diary             | Katie and Emily  |
| Effy envoie un message vidéo à l'aide d'une webcam à son frère Tony et à sa mère pendant son escapade avec Cook. - Effy's Video Diary - E4.com                                                           |                                                       |                  |
| 10 | titre français inconnu Thomas's Video Diary           | Finale           |
| Thomas envoie un message à son ami Moses resté au Congo dans lequel il parle de l'Angleterre, du jus de fruit Um Bongo et de Pandora. - Thomas's Video Diary - E4.com                                    |                                                       |                  |

## The Lost Weeks
Mini-épisodes exclusivement diffusés sur E4.com racontant ce qui se passe entre la saison 1 et la saison 2 de la série.
Les titres sont laissés en anglais car n'ont jamais été diffusés en France.
| # | Titre                                            |
| --- | ------------------------------------------------ |
| 1 | titre français inconnu Effy's Video Diary        |
| Une vidéo enregistrée par Effy pendant que Tony était dans le coma. - Effy's Video Diary - E4.com                  |                                                  |
| 2 | titre français inconnu Skins Christmas Special   |
| Vœux de Noël de la part du groupe. - Skins Christmas Special - E4.com                                              |                                                  |
| 3 | titre français inconnu Michelle's Video Diary    |
| Michelle et ses vêtements noirs qui amincissent. - Michelle's Video Diary - E4.com                                 |                                                  |
| 4 | titre français inconnu Sid's Message to Tony     |
| Un message surprenant pour Tony de la part de Sid. - Sid's Message to Tony - E4.com                                |                                                  |
| 5 | titre français inconnu Cassie Hearts Sid         |
| Cassie envoie un message pour Sid de l'Ecosse. - Cassie Hearts Sid - E4.com                                        |                                                  |
| 6 | titre français inconnu Posh Kenneth Has a Secret |
| Une ode à Jal par Posh Kenneth. - Posh Kenneth Has a Secret - E4.com                                               |                                                  |
| 7 | titre français inconnu Sid's Bedside Vigil       |
| Sid rend visite à Tony. - Sid's Bedside Vigil - E4.com                                                             |                                                  |
| 8 | titre français inconnu Anwar's Video Diary       |
| Anwar est amoureux et détaille tout sur cette vidéo. - Anwar's Video Diary - E4.com                                |                                                  |
| 9 | titre français inconnu Chris' Message to Angie   |
| Chris envoie un message à Angie dans lequel il lui dit combien elle lui manque. - Chris' Message to Angie - E4.com |                                                  |
| 10 | titre français inconnu Messages to Tony          |
| Sid a un plan pour envoyer des messages à Tony. - Messages to Tony - E4.com                                        |                                                  |